# Olivier de Corancez
Pour les articles homonymes, voir Olivier (homonymie) et Corancez (homonymie).
Guillaume Olivier de Corancez, nom à la naissance Guillaume Olivier (1734 à Versailles - 21 septembre 1810 à Fontenay-aux-Roses) est un journaliste et écrivain français, fondateur en 1777 du Journal de Paris.

## Biographie
Peu de choses sont connues de son enfance. Orphelin de bonne heure, il aurait peut-être vécu à Corancez vers Chartres et en aurait ainsi prit son nom de plume. Il se marie vers 1766 avec Elizabeth Jeanne Pierrette Romilly (1744 ?-1815) et aura six enfants dont trois fils :
- Le plus célèbre reste Louis Alexandre de Corancez ;
- Marie-Julie de Corancez (1779-1849), femme de lettres épousera en décembre 1797 le conventionnel Jean Baptiste Cavaignac[1], elle est la mère du journaliste républicain Godefroy Cavaignac et du général Louis Eugène Cavaignac, ministre de la guerre puis chef de l'exécutif aux débuts de la Deuxième République.
- Clémentine (1775-1810) était mariée avec Antoine Dubois, baron Dubois et de l'Empire, qui participa comme son fils Louis Alexandre à l'Expédition d'Égypte.

Corancez fait des études de droit pour devenir avocat mais ne semble pas avoir beaucoup plaidé. En 1777, il fonde le Journal de Paris. Élu maire de Sceaux le 23 janvier 1791, il démissionne de cette fonction en novembre de la même année. 
Grand ami de Jean-Jacques Rousseau, on lui doit une étude sur la sa vie et son caractère publiée en 1778 à Paris : De J.-J. Rousseau. 
Louis Vigée fit son portrait au pastel.

## Œuvres
- Daphnis et Chloé, pastorale, mise en musique par Rousseau, 1774
- De Jean-Jacques Rousseau, Imprimerie du Journal de Paris, Paris, 1778
- Poésies, suivies d'une notice sur Gluck et d'une autre sur J.J. Rousseau, Paris, 1796

## Pour approfondir